# Gillian Lynne
Dame Gillian Barbara Lynne (Bromley, 20 febbraio 1926 – Londra, 1º luglio 2018) è stata un'attrice teatrale, ballerina, coreografa e regista teatrale britannica, nota soprattutto per aver firmato le coreografie del celebre musical di Andrew Lloyd Webber e T. S. Eliot Cats e quelle del musical più longevo della storia di Broadway, The Phantom of the Opera.
La Lynne ha lavorato come coreografa anche in numerose produzioni di opere al Covent Garden Theatre e alla Royal Opera House.
Ha curato anche le coreografie per l'adattamento cinematografico del musical Cats nel 1997, e le nuove coreografie per la produzione del venticinquesimo anniversario alla Royal Albert Hall del Phantom of the Opera, oltre a quelle del revival del 1986 del musical Cabaret.
Dal 2001 ha lavorato anche come insegnante alla Royal Academy of Dance di Londra.